# مؤسسة التمويل التأجيري الدولية (ILFC)
مؤسسة التمويل التأجيري الدولية (بالإنجليزية: International Lease Finance Corporation)‏ المعروفة اختصارا بـ أي إل إف سي (ILFC) هي شركة أمريكية تؤجر الطائرات، مقرها في مدينة سينتري، لوس أنجلوس، كاليفورنيا.
أكبر مؤجر للطائرات في العالم من حيث القيمة، وتتنافس مع وحدة جنرال إلكتريك لتأجير الطائرات جيكاس (GECAS). وهي تؤجر طائرات بوينغ و ايرباص لشركات الطيران الرئيسية في جميع أنحاء العالم، بما في ذلك شركات طيران المكسيك وطيران كندا وخطوط أسيانا الجوية والخطوط الجوية الكورية وكاثي باسيفيك والخطوط الجوية القبرصية والخطوط الجوية الفرنسية - كيه إل إم ولوفتهانزا وخطوط آلاسكا الجوية والخطوط الجوية الأمريكية وطيران الهند ويونايتد ايرلاينز والطيران النرويجي المكوكي والخطوط الجوية الدولية الباكستانية والخطوط الجوية الجنوب أفريقية وطيران الإمارات وطيران الخليج، ومؤخرا خطوط دلتا الجوية .